# Monastero di San Juan de la Peña
L'antico e suggestivo monastero di San Juan de la Peña è un complesso religioso incastonato sotto uno strapiombo roccioso dell'omonima sierra spagnola, sui Pirenei aragonesi, a un'altitudine di 1220 m. Amministrativamente fa parte del piccolo comune di Santa Cruz de la Serós, una ventina di km a sud-ovest di Jaca, capoluogo della comarca della Jacetania, in Aragona (Spagna).
Monumento nazionale dal 13 luglio 1889, il complesso è un bene d'interesse culturale del patrimonio storico spagnolo.

## L'origine leggendaria
Narra la leggenda che Voto (oppure Oto secondo altre versioni), baldo rampollo della nobiltà di Saragozza, venuto a caccia sui monti della sierra di San Juan, stava inseguendo un cervo quando, nei pressi del Monte Pano, il suo cavallo s'imbizzarrì e precipitò in un dirupo portando con sé il cavaliere. In quel brevissimo lasso di tempo il giovane vide la morte in faccia e invocò il soccorso di san Giovanni Battista. Miracolosamente il cavallo toccò il fondo del burrone indenne e Voto scorse davanti a sé una piccola grotta: si trattava di un eremo dedicato proprio a san Giovanni Battista, il santo da lui invocato, e all'interno giaceva il corpo senza vita del venerato eremita Juan de Atarés. Con l'animo profondamente scosso dall'accaduto, il nobile tornò a Saragozza, vendette tutti i suoi beni e, insieme con il fratello Félix, si ritirò nella grotta scoperta in quel modo tanto prodigioso per dedicarsi a sua volta alla vita eremitica e dando così inizio alla storia del monastero di San Juan de la Peña ("San Giovanni del dirupo" appunto, o anche "San Giovanni della/nella roccia").

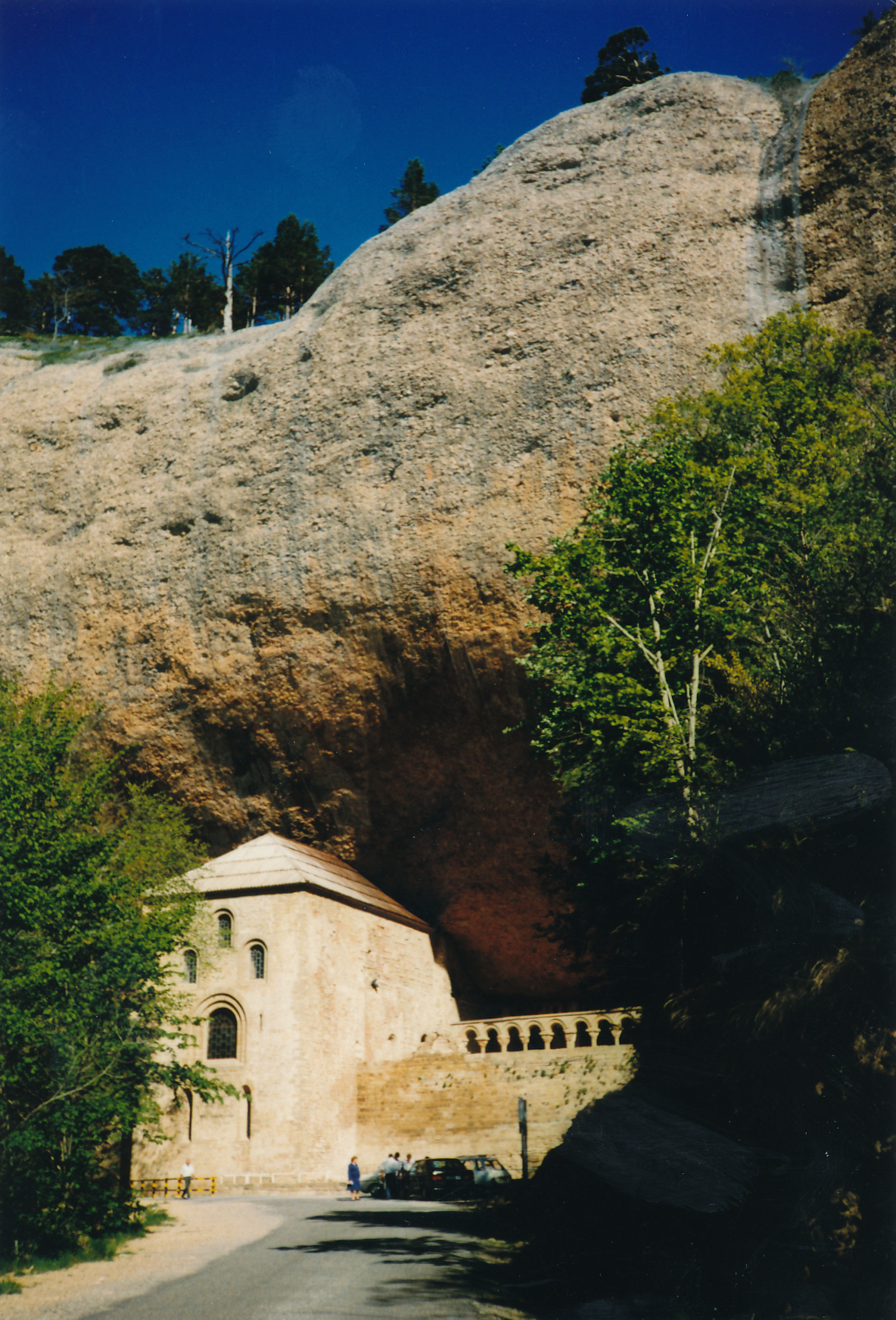
Veduta frontale del monastero.

## Storia

### Nel Medioevo

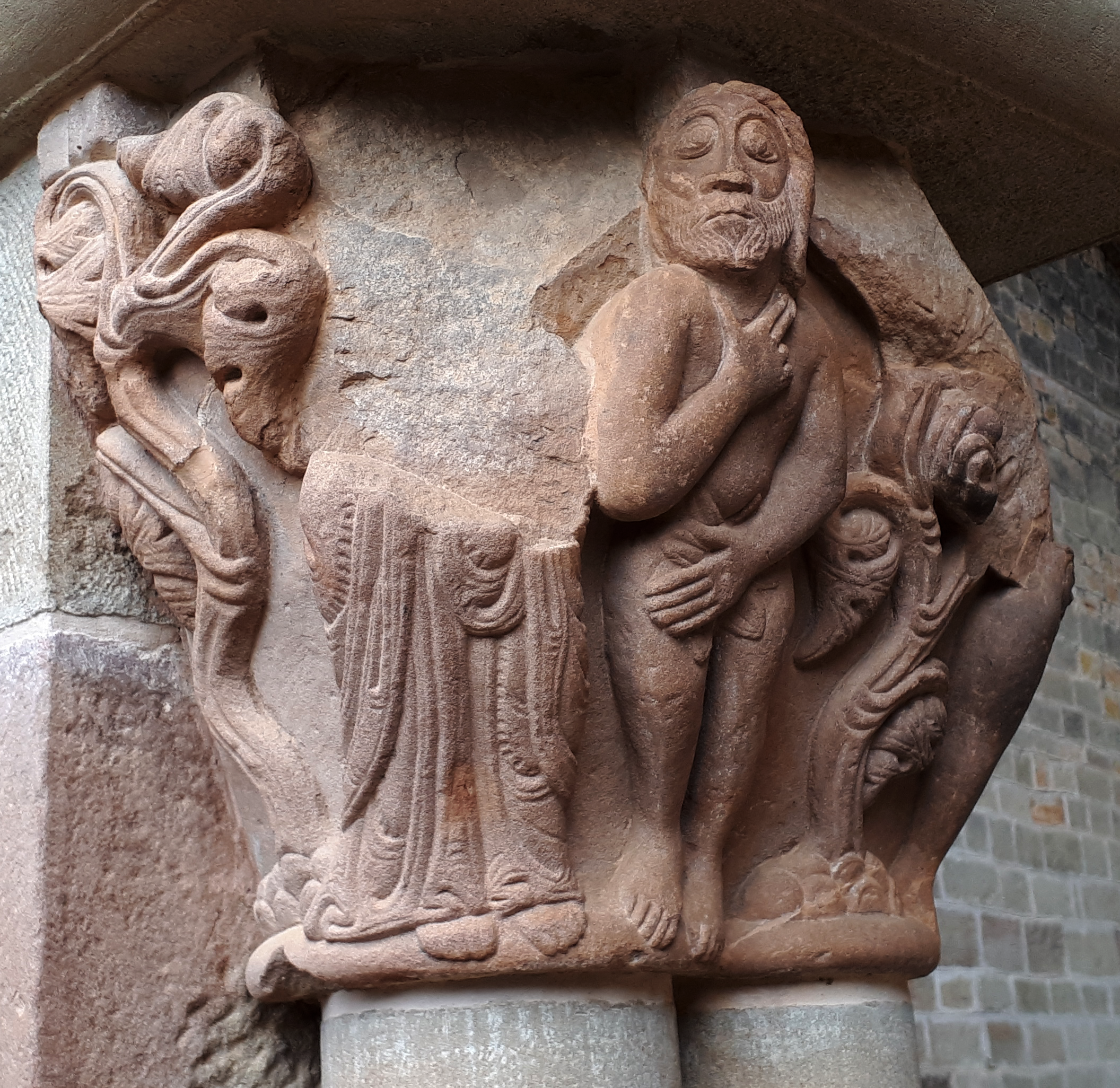
Capitello

Risalente al X secolo, San Juan de la Peña è il più antico monastero della regione aragonese ed è tradizionalmente considerato la culla del regno d'Aragona: quel luogo appartato fra i monti fu scelto fin dall'VIII secolo per sfuggire all'occupazione musulmana e i suoi monaci, per metà eremiti e per metà guerrieri, costituirono dapprima un punto di riferimento per la sopravvivenza della fede cristiana e diedero poi il via al movimento della Reconquista dell'intera zona. Nella grotta originaria, direttamente nella roccia, sarebbe stata scavata la prima chiesa che conserva ancora alcuni elementi dell'arte mozarabica; essa fu consacrata nel 920, sotto il regno di Galindo III d'Aragona.
A partire dal 1026 iniziarono gli ampliamenti dell'edificio su sollecitazione prima del sovrano Sancho III Garcés di Navarra (che nel 1024 aveva introdotto i benedettini nei suoi territori) e poi del re Sancho Ramírez di Aragona, che nel 1071 cedette il complesso di San Juan alla Congregazione cluniacense favorendone la riforma. Qui il 22 marzo di quello stesso anno venne celebrata per la prima volta la messa nel rito liturgico romano, che da allora sostituì il rito mozarabico utilizzato fino a quel tempo in tutta la penisola iberica, e segnò la sottomissione della chiesa aragonese al pontefice romano.
Con i nuovi lavori di ampliamento e di costruzione, in breve tempo il monastero andò assumendo un aspetto abbastanza vicino all'attuale, compresa la realizzazione del piano superiore con il chiostro romanico (terminato verso il 1190) e il nuovo edificio di culto (la chiesa superiore) al cui interno trovarono posto le tombe dei primi conti e sovrani (i re Ramiro I, lo stesso Sancho Ramírez e Pietro I con le relative consorti) e di molti nobili d'Aragona (Esiste una leggenda nella quale si narra che Jimena Díaz, moglie del leggendario El Cid Campeador, venne sepolta in questo pantheon). 

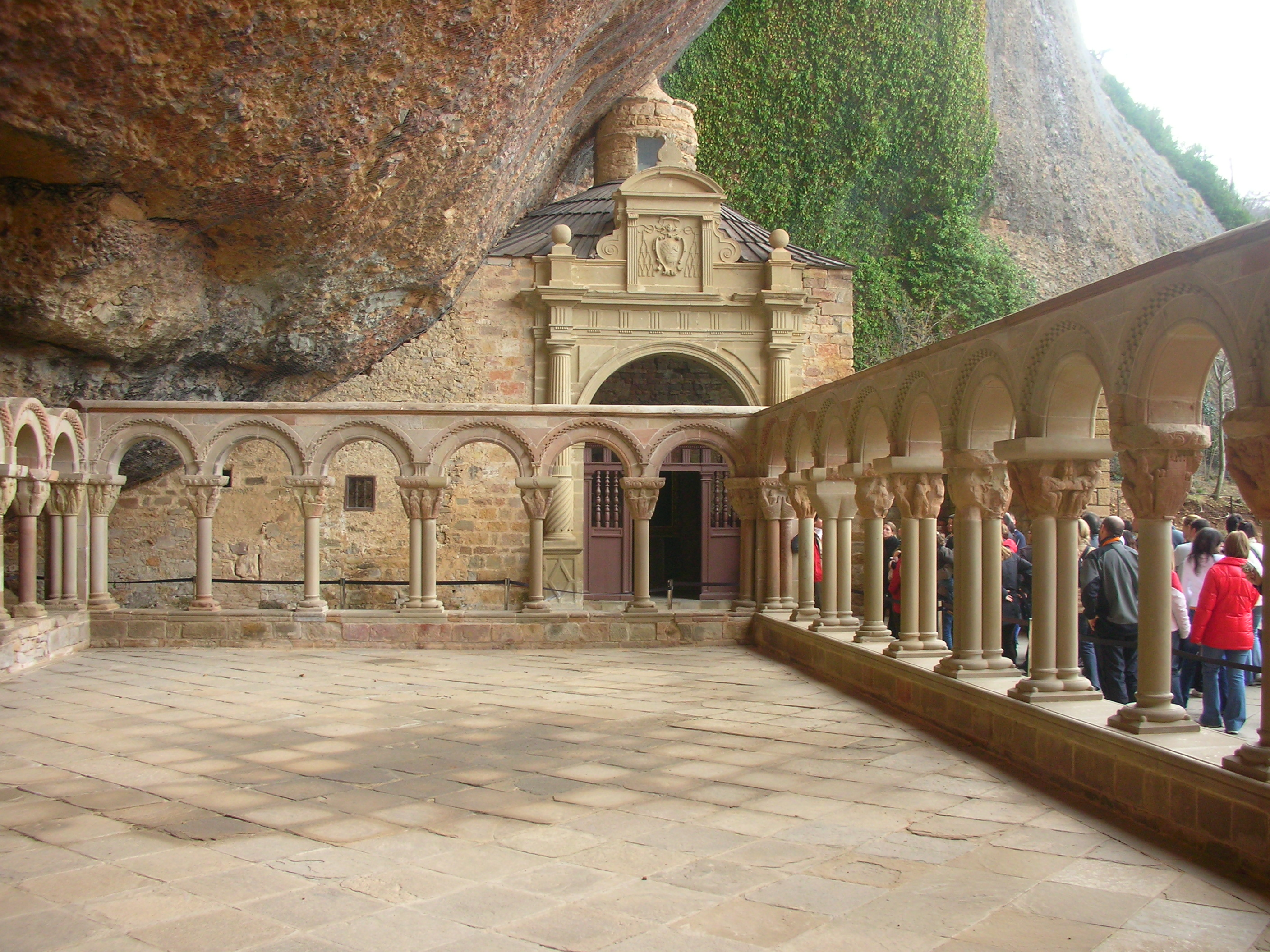
Il chiostro del monastero con, sullo sfondo, l'ingresso alla cappella di San Voto

Il luogo ebbe particolare rinomanza nel Medioevo, sia come tappa abituale del Cammino di Santiago di Compostela sia perché si riteneva che vi fosse custodito il Santo Graal, qui occultato dai nobili catalani a partire dal 1071 per sottrarlo alle scorrerie musulmane. Nel 1399 i benedettini cedettero il Santo Cáliz a re Martino I di Aragona in cambio di due casse di monete d'oro e di una coppa in oro massiccio (il sovrano lo portò nel suo palazzo di Saragozza, il Castillo de la Aljafería, e, dopo una breve permanenza a Barcellona, dal 1437 si trova nella cattedrale di Valencia).
All'epoca medievale risale la redazione della celebre Crónica de San Juan de la Peña, detta anche Crónica piniatense, che narra la storia generale del regno d'Aragona fin dalle sue origini, compilata in latino fra il 1342 e il 1370 per volontà del re Pietro IV di Aragona. Prende il nome dal monastero di San Juan perché è qui che venne scritta, almeno in parte (circa un terzo dell'intera opera).

### In età moderna e contemporanea
Successivamente, dopo un primo devastante incendio nel 1494, il complesso dovette sopportare nel 1675 un secondo rovinoso incendio che, durato tre giorni, ne compromise la struttura al punto da rendere necessaria la costruzione di un "monastero nuovo", realizzato su una spianata più in alto e a un paio di chilometri di distanza (il Llano de San Indalecio). Trasferitisi i monaci, il vecchio monastero restò abbandonato per alcuni secoli andando incontro a un inevitabile degrado finché, a fine Ottocento, non venne restaurato dall'architetto saragozzano Ricardo Magdalena e fu poi dichiarato monumento nazionale il 13 luglio 1889.

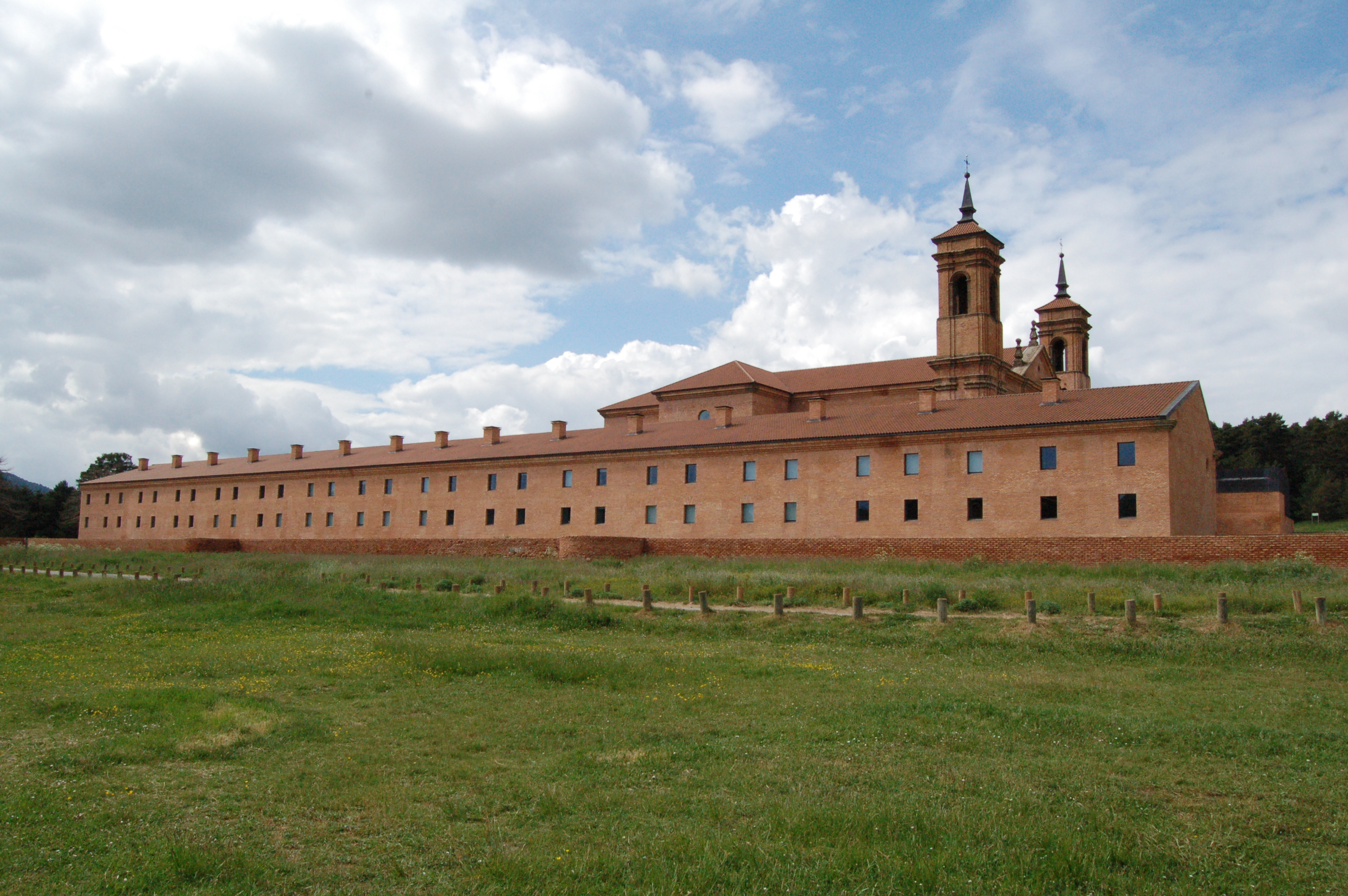
Il "monastero nuovo", costruito alla fine del Seicento.

Anche il nuovo monastero, nonostante la modernità e la razionalità del suo progetto (ideato dall'architetto saragozzano Miguel Ximenez, ma mai realizzato integralmente), fu lasciato dai monaci nel 1835 e fu dichiarato monumento nazionale il 9 agosto 1923. Dopo un vasto lavoro di ristrutturazione interna, ora ospita il Centro de Interpretación del Reino de Aragón (integrato nell'architettura barocca dell'ex chiesa, è uno straordinario sistema audiovisivo che, mediante grandi schermi mobili, racconta le origini e i punti fondamentali della storia del regno aragonese), il Centro de Interpretación del Monasterio de San Juan de la Peña (moderna struttura informativa che utilizza un pavimento di cristallo, immagini tridimensionali, pannelli e schermi tattili per illustrare l'antico monastero) e un hotel a 4 stelle per i visitatori che occupa l'intera ala meridionale dell'edificio. Poiché la strada che collega i due monasteri è piuttosto angusta e non vi è spazio per la sosta davanti al monasterio antiguo, i turisti si fermano negli ampi parcheggi allestiti presso il monastero nuovo e utilizzano un sistema di piccoli autobus navetta per accedere e ritornare dall'antico eremo.

Pianta dei due piani del monastero.
a) Piano superiore
1 Forno per il pane.
2 Pantheon reale.
3 Pantheon dei nobili.
4 Museo.
5 Chiesa superiore (romanica).
6 Portale mozarabico.
7 Cappella gotica di San Vittoriano.
8 Chiostro romanico.
9 Cappella di San Voto.
b) Piano inferiore
10 Chiesa inferiore (preromanica).
11 Sala dei concili.

## Descrizione

### Piano superiore
Al piano superiore, il pantheon nobiliare contiene le tombe dei nobili d'Aragona e Navarra che, dall'XI al XIV secolo, elargirono generose donazioni al monastero in cambio della sepoltura in quel luogo prestigioso, da secoli adibito a sepolcro dei reali aragonesi. Accanto, sulla sinistra, si trova il forno per fare il pane mentre sulla destra, dove un tempo stavano le cucine e le camere dei monaci, un piccolo museo raccoglie i reperti provenienti dagli scavi effettuati in loco.
Dal pantheon nobiliare si accede alla chiesa alta di San Juan, fatta costruire nel 1094 dal re Sancho Ramírez sopra quella del piano inferiore: la sua stretta navata utilizza in parte la roccia della grotta come volta e termina con tre absidi (quella centrale contiene una copia del Santo Cáliz), pure addossate alla montagna. Ai due lati delle absidi si aprono da una parte le tombe reali (l'attuale decorazione ricca di bronzi, marmi e stucchi, che inquadra i tre ordini di tombe sovrapposte, fu voluta dal re Carlo III nel 1770) e dall'altra la quattrocentesca cappella di San Vittoriano, bell'esempio di arte tardo gotica realizzato nel 1426-1433.
Attraverso il portale mozarabico - con un'iscrizione del XII secolo, qui trasferita dalla primitiva costruzione - si giunge nel chiostro romanico, le cui colonne sono caratterizzate da capitelli risalenti al 1000-1190 che raffigurano scene della Genesi e della vita di Gesù oltre ad animali fantastici e motivi floreali; sono attribuiti al cosiddetto Maestro di San Juan de la Peña, un artista anonimo che probabilmente intervenne su lavorazioni precedenti e la cui opera è caratterizzata da un intenso horror vacui e da un gusto personale per il simbolismo, la teatralità e la geometria.

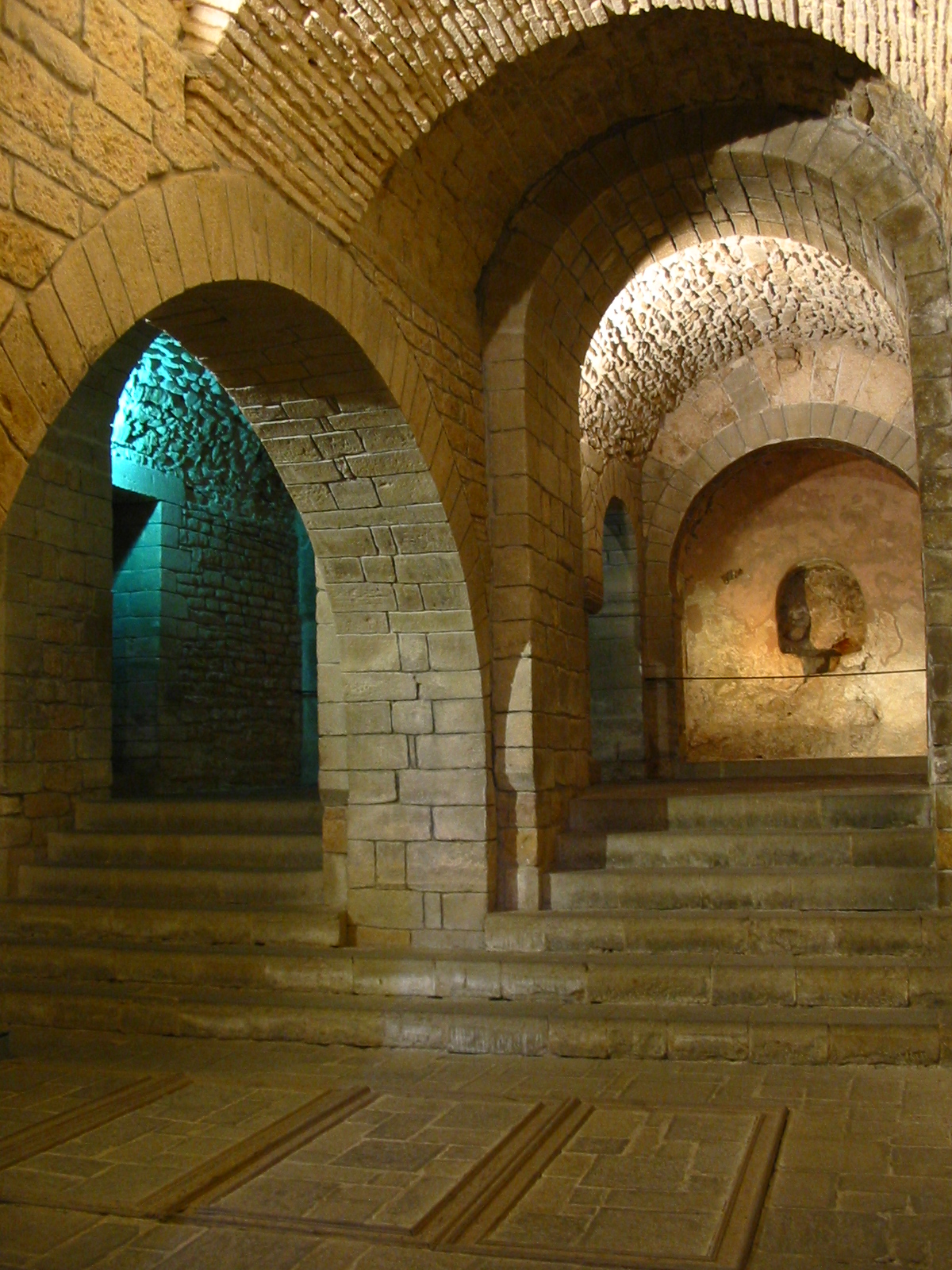
La massiccia architettura della chiesa "bassa", o cripta, del monastero.

Il piano superiore è completato dalla cappella secentesca dedicata ai santi fratelli fondatori del monastero, Voto e Félix. L'angusto interno prende luce da un'alta cupola sormontata da un lucernario ma il suo stile, a metà fra il rinascimentale e il barocco, è in netto contrasto con l'atmosfera generale del luogo.

### Piano inferiore
Al piano inferiore, in parte sotterraneo, si trova quanto resta dell'antica chiesa mozarabica dedicata a san Giovanni Battista, risalente al 920 e, dopo la costruzione della chiesa superiore, utilizzata come cripta: è costituita da due navate giustapposte, separate da archi possenti e terminanti in due nicchie-absidi scavate nella roccia. La chiesa conserva solo tracce in cattivo stato dell'originaria decorazione: un gruppo di affreschi di alta qualità in cui si distinguono il martirio dei santi medici di origine araba Cosma e Damiano, una Crocifissione e un'altra scena poco chiara.
Per accedervi si passa attraverso le altrettanto robuste strutture della sala dei concili, cosiddetta perché vi si tenne il I concilio pinatense relativo all'introduzione della riforma cluniacense, regnante Ramiro I (nel 1057 per alcuni, nel 1062 o 1063 per altri). L'ambiente viene anche chiamato dormitorio dei monaci, ma si discute se sia mai stata utilizzato a tale scopo. Risale all'XI secolo e ha il soffitto a volte. In un angolo scorre un rivolo modesto ma incessante d'acqua, che si racconta venisse usato come una sorta di penitenza o punizione da infliggere ai monaci lasciandolo colare sulla loro testa; per altri, invece, quest'acqua è da considerarsi benedetta ed è oggetto di culto.